# 在ドイツアメリカ合衆国大使
在ドイツアメリカ合衆国大使（ざいドイツアメリカがっしゅうこくたいし、United States Ambassador to Germany）は、ドイツに派遣されたアメリカ合衆国の大使その他の外交使節団の長を指す。
アメリカ合衆国は、ドイツ及びその前身国家たるプロイセン王国と、1835年以来継続的な外交関係を維持してきた。こうした関係は、米独両国間の戦争により、2度（1917年-1921年、1941年-1955年）断絶した。1835年以前は、米国とプロイセンは相互に承認してきたが、ジョン・クインシー・アダムズがドイツに派遣された、1797年から1801年までのごく短い期間を除いては、代表を交換することはなかった。

## 歴代大使一覧
以下は、プロイセン、ドイツ、及び西ドイツ（ドイツ連邦共和国）に派遣された米国外交使節団の長の氏名、階級、任期開始時期、及び任期終了時期の一覧である。

### 在ベルリン米国公使館の長（1797-1801年）
| 氏名及び階級              | 信任状奉呈    | 退任         |
| ------------------------- | ------------- | ------------ |
| ジョン・Q・アダムズ、公使 | 1797年12月5日 | 1801年5月5日 |

### 在ベルリン米国公使館の長 （1835-1848年）
| 氏名及び階級                            | 信任状奉呈    | 退任          |
| --------------------------------------- | ------------- | ------------- |
| ヘンリー・ウィートン、代理公使          | 1835年6月9日  | 1837年9月29日 |
| ヘンリー・ウィートン、特命全権公使      | 1837年9月29日 | 1846年7月18日 |
| アンドルー・J・ドネルソン、特命全権公使 | 1846年7月18日 | 1848年9月13日 |

### 在フランクフルト米国公使館の長（1848年-1849年）
| 氏名及び階級                            | 信任状奉呈    | 退任          |
| --------------------------------------- | ------------- | ------------- |
| アンドルー・J・ドネルソン、特命全権公使 | 1848年9月13日 | 1849年11月2日 |

### 在ベルリン米国公使館の長（1849-1893年）
| 氏名及び階級                                 | 信任状奉呈     | 退任           |
| -------------------------------------------- | -------------- | -------------- |
| エドワード・A・ハネガン、特命全権公使        | 1849年6月30日  | 1850年1月13日  |
| ダニエル・D・バーナード、特命全権公使        | 1850年12月10日 | 1853年9月21日  |
| ピーター・D・ヴルーム、特命全権公使          | 1853年11月4日  | 1857年8月10日  |
| ジョーゼフ・A・ライト、特命全権公使          | 1857年9月3日   | 1861年7月1日   |
| ノーマン・B・ジャッド、特命全権公使          | 1861年7月1日   | 1865年9月3日   |
| ジョーゼフ・A・ライト、特命全権公使          | 1865年9月3日   | 1867年5月11日  |
| ジョージ・バンクロフト、特命全権公使         | 1867年8月28日  | 1874年6月30日  |
| J・C・バンクロフト・デイヴィス、特命全権公使 | 1874年8月28日  | 1877年9月26日  |
| ベイアード・テイラー、特命全権公使           | 1878年5月7日   | 1878年12月19日 |
| アンドルー・D・ホワイト、特命全権公使        | 1879年6月19日  | 1881年8月15日  |
| アーロン・A・サージェント、特命全権公使      | 1882年5月18日  | 1884年6月6日   |
| ジョン・A・キャソン、特命全権公使            | 1884年9月10日  | 1885年6月21日  |
| ジョージ・H・ペンドルトン、特命全権公使      | 1885年6月21日  | 1889年4月25日  |
| ウィリアム・W・フェルプス、特命全権公使      | 1889年9月26日  | 1893年6月4日   |
| セオドア・ラニョン、特命全権公使             | 1893年6月4日   | 1893年10月26日 |

### 在ベルリン米国大使館の長（1893年-1917年）
| 氏名及び階級                             | 信任状奉呈     | 退任           |
| ---------------------------------------- | -------------- | -------------- |
| セオドア・ラニョン、特命全権大使         | 1893年10月26日 | 1896年1月27日  |
| エドウィン・F・ウール、特命全権大使      | 1896年5月3日   | 1897年6月8日   |
| アンドルー・D・ホワイト、特命全権大使    | 1897年6月12日  | 1902年11月27日 |
| シャールメイン・タワー、特命全権大使     | 1902年12月19日 | 1908年6月8日   |
| デイヴィッド・J・ヒル、特命全権大使      | 1908年6月14日  | 1911年9月2日   |
| ジョン・G・A・リーシュマン、特命全権大使 | 1911年10月24日 | 1913年10月4日  |
| ジェイムズ・W・ジェラード、特命全権大使  | 1913年10月29日 | 1917年2月5日   |

### 在ベルリン米国大使館の長（1921年-1941年）
| 氏名及び階級                                   | 信任状奉呈     | 退任           |
| ---------------------------------------------- | -------------- | -------------- |
| エリス・L・ドレセル、代理公使                  | 1921年12月10日 | 1922年4月18日  |
| アランソン・B・ホートン、特命全権大使          | 1922年4月22日  | 1925年2月21日  |
| ジェイコブ・グールド・シャーマン、特命全権大使 | 1925年6月29日  | 1930年1月21日  |
| フレデリック・M・サケット、特命全権大使        | 1930年2月12日  | 1933年3月24日  |
| ウィリアム・E・ドッド、特命全権大使            | 1933年8月30日  | 1937年12月29日 |
| ヒュー・R・ウィルソン、特命全権大使            | 1938年3月3日   | 1938年11月16日 |
| アレグザンダー・C・カーク、代理公使            | 1939年5月      | 1940年10月     |
| リーランド・B・モリス、代理公使                | 1940年10月     | 1941年12月11日 |

### 在ボン米国大使館の長（1955年-1999年）
| 氏名及び階級                                   | 信任状奉呈     | 退任           |
| ---------------------------------------------- | -------------- | -------------- |
| ジェイムズ・B・コナント、特命全権大使          | 1955年5月14日  | 1957年2月19日  |
| デイヴィッド・K・E・ブルース、特命全権大使     | 1957年4月17日  | 1959年10月29日 |
| ウォルター・C・ダウリング、特命全権大使        | 1959年12月3日  | 1963年4月21日  |
| ジョージ・C・マッギー、特命全権大使            | 1963年5月18日  | 1968年5月21日  |
| ヘンリー・C・ロッジJr.、特命全権大使           | 1968年5月27日  | 1969年1月14日  |
| ケネス・ラッシュ、特命全権大使                 | 1969年7月22日  | 1972年2月20日  |
| マーティン・J・ヒレンブランド、特命全権大使    | 1972年6月27日  | 1976年10月18日 |
| ウォルター・J・ストーセルJr.、特命全権大使     | 1976年10月27日 | 1981年1月5日   |
| アーサー・F・バーンズ、特命全権大使            | 1981年6月30日  | 1985年5月16日  |
| リチャード・R・バート、特命全権大使            | 1985年9月16日  | 1989年2月17日  |
| ヴァーノン・A・ウォルターズ、特命全権大使      | 1989年4月24日  | 1991年8月18日  |
| ロバート・M・キミット、特命全権大使            | 1991年9月5日   | 1993年8月28日  |
| リチャード・C・A・ホールブルック、特命全権大使 | 1993年10月19日 | 1994年9月12日  |
| チャールズ・E・レッドマン、特命全権大使        | 1994年10月31日 | 1996年6月17日  |
| J・D・ビンデネイゲル、代理公使                 | 1996年6月17日  | 1997年9月10日  |
| ジョン・C・コーンブラム、特命全権大使          | 1997年9月10日  | 1999年7月7日   |

### 在ベルリン米国大使館の長（1999年-現在）
| 氏名及び階級                                      | 信任状奉呈    | 退任          |
| ------------------------------------------------- | ------------- | ------------- |
| ジョン・C・コーンブラム、特命全権大使             | 1999年7月7日  | 2001年1月16日 |
| ダン・コーツ、特命全権大使                        | 2001年9月12日 | 2005年2月25日 |
| ウィリアム・R・ティンケン・ジュニア、特命全権大使 | 2005年9月2日  | 2008年12月5日 |
| ジョン・M・コーニッグ、臨時代理公使               | 2008年12月6日 | 2009年9月2日  |
| フィリップ・マーフィー、特命全権大使              | 2009年9月3日  | 2013年8月26日 |
| ジョン・B・エマーソン、特命全権大使               | 2013年8月26日 | 2017年1月20日 |
| ケント・ログスドン、臨時代理公使                  | 2017年1月20日 | 2018年5月8日  |
| リチャード・グレネル、特命全権大使                | 2018年5月8日  | 2020年6月1日  |
| ロビン・クインビル、臨時代理公使                  | 2020年6月1日  | 2021年7月1日  |
| ウッドワード・クラーク・プライス、臨時代理公使    | 2021年7月1日  | 2022年2月17日 |
| エイミー・ガットマン、特命全権大使                | 2022年2月17日 | 2024年7月13日 |
| ウッドワード・クラーク・プライス、臨時代理公使    | 2024年7月13日 | 2024年7月26日 |
| アラン・メルツァー、臨時代理公使                  | 2024年7月26日 | 現職          |